# Tetramesa vadana
Tetramesa vadana är en stekelart som beskrevs av T.C. Narendran 1994. Tetramesa vadana ingår i släktet Tetramesa och familjen kragglanssteklar.
Artens utbredningsområde är:
- Nepal.
- Taiwan.

Inga underarter finns listade i Catalogue of Life.